# Exit...Stage Left
Exit...Stage Left – drugi album koncertowy kanadyjskiej grupy Rush.

## Lista utworów
1. "The Spirit of Radio" – 5:12
2. "Red Barchetta" – 6:48
3. "YYZ" – 7:44
4. "A Passage to Bangkok" – 9:37
5. "Closer to the Heart" – 3:09
6. "Beneath, Between & Behind" – 2:23
7. "Jacob’s Ladder" – 8:47
8. "Broon’s Bane" – 1:37
9. "The Trees" – 4:50
10. "Xanadu" – 12:10
11. "Freewill" – 5:33
12. "Tom Sawyer" – 5:01
13. "La Villa Strangiato" – 9:38